# Río Tornagaleones
El río Tornagaleones (originalmente, Collecu) es un río de la región de Los Ríos, en el sur de Chile. Junto con los ríos Valdivia y Futa encierra la fluvial Isla del Rey. Las aguas frescas del Tornagaleones provienen de los ríos Futa, Naguilán y Valdivia. Durante la pleamar, las aguas salobres de la bahía de Corral se introducen aguas arriba, alcanzando el Tornagaleones.

## Historia
Su nombre "torna galeones" deriva de su utilidad en la navegación de los barcos que lo transitan para girar alrededor de la isla del Rey y llevar su proa hacia el océano Pacífico.
En agosto de 1643, durante la expedición neerlandesa a Valdivia uno de los barcos de Herckmans encalló en un vado pedregoso del río Tornagaleones, lo que forzó a los neerlandeses a desmantelarlo.
Luis Risopatrón lo describe en su Diccionario Jeográfico de Chile de 1924:: 889 
Torna Galeones (Rio). 39° 56' 73° 18' Desde Tres Bocas, en la desembocadura del rio Futa, corre hácia el S i hace suaves serpenteos, con 250 a 400 m de álveo, entre riberas terrosas, de guijo o de roca, que resguarda un espeso arbolado, con cerros altos por ambas bandas; tiene 4,5 m de profundidad mínima a baja marea i fondo de tosca o de fango hasta La Poza, en que se estrecha, a 80 m sin cojer fondo con 28 m de sondalesa. Torna al W con aguas pandas i luego al NW, con 500 a 1 090 m de ancho, para desembocar en la bahía de Corral, al E de la isla Mancera; las mareas producen flujos i reflujos, con diferencias de nivel de 1,2 a 1,5 m i corrientes variables entre 1.5 a 3,5 kilómetros por hora. Los indíjenas lo conocían con el nombre de Collecu, cuando lo reconoció Pastene en 1544, quien lo bautizó con el nombre de Santa Ines, que se cambió por el de Torna Galeones, con motivo de que al tornar la escuadrilla de Brouwer desde el interior en 1644, encalló en el rio uno de sus galeones i sufrió pérdida total. 1, v, p. 153 i 478 i carta 13; i 61, xxxv, p. 44 i mapa; de Tornagaleones en 66. p. 252; i brazo Torno de los Galeones en 155, p. 829: i rio de Poco-Comer o Torna-Galeones en 1, v. p. 478 nota al pié.